# Verbandsgemeinde Lauterecken-Wolfstein
Die Verbandsgemeinde Lauterecken-Wolfstein ist eine Gebietskörperschaft im Landkreis Kusel in Rheinland-Pfalz. Der Verbandsgemeinde gehören die Städte Lauterecken und Wolfstein sowie 39 weitere Ortsgemeinden an, der Verwaltungssitz ist in Lauterecken, in Wolfstein befindet sich eine zweite Verwaltungsstelle.
Die Verbandsgemeinde wurde zum 1. Juli 2014 aus dem Zusammenschluss der Verbandsgemeinden Lauterecken und Wolfstein neu gebildet.

## Verbandsangehörige Gemeinden
| Ortsgemeinde, Stadt      | Fläche (km²) | Einwohner |
| ------------------------ | ------------ | --------- |
| Adenbach                 | 2,94         | 153       |
| Aschbach                 | 4,45         | 296       |
| Buborn                   | 2,86         | 135       |
| Cronenberg               | 2,65         | 150       |
| Deimberg                 | 2,12         | 96        |
| Einöllen                 | 4,89         | 405       |
| Eßweiler                 | 8,09         | 384       |
| Ginsweiler               | 3,99         | 259       |
| Glanbrücken              | 4,65         | 480       |
| Grumbach                 | 3,32         | 480       |
| Hausweiler               | 1,56         | 41        |
| Hefersweiler             | 7,20         | 566       |
| Heinzenhausen            | 2,22         | 246       |
| Herren-Sulzbach          | 2,92         | 153       |
| Hinzweiler               | 5,32         | 325       |
| Hohenöllen               | 5,17         | 353       |
| Homberg                  | 10,89        | 199       |
| Hoppstädten              | 6,24         | 281       |
| Jettenbach               | 10,24        | 823       |
| Kappeln                  | 7,67         | 191       |
| Kirrweiler               | 6,34         | 152       |
| Kreimbach-Kaulbach       | 9,05         | 716       |
| Langweiler               | 4,16         | 215       |
| Lauterecken, Stadt       | 8,89         | 2.044     |
| Lohnweiler               | 4,94         | 372       |
| Medard                   | 5,99         | 470       |
| Merzweiler               | 2,27         | 152       |
| Nerzweiler               | 2,13         | 107       |
| Nußbach                  | 8,12         | 548       |
| Oberweiler im Tal        | 4,71         | 160       |
| Oberweiler-Tiefenbach    | 3,21         | 269       |
| Odenbach                 | 7,94         | 807       |
| Offenbach-Hundheim       | 7,84         | 1.049     |
| Reipoltskirchen          | 7,48         | 337       |
| Relsberg                 | 3,81         | 183       |
| Rothselberg              | 8,74         | 611       |
| Rutsweiler an der Lauter | 4,32         | 297       |
| Sankt Julian             | 14,07        | 1.093     |
| Unterjeckenbach          | 7,38         | 73        |
| Wiesweiler               | 3,32         | 404       |
| Wolfstein, Stadt         | 13,74        | 1.908     |
| VG Lauterecken-Wolfstein | 237,82       | 18.066    |

(Einwohner am 31. Dezember 2023)

## Geschichte
Die beiden bisherigen Verbandsgemeinden Lauterecken und Wolfstein waren 1971 im Rahmen der ersten rheinland-pfälzischen Verwaltungsreform entstanden. Zuvor galten im damaligen Regierungsbezirk Pfalz im Wesentlichen die aus der Pfalz (Bayern) (1816–1946) stammenden Verwaltungsstrukturen.
Am 28. September 2010 wurde das „Erste Gesetz zur Kommunal- und Verwaltungsreform“ erlassen mit dem Ziel, Leistungsfähigkeit, Wettbewerbsfähigkeit und Verwaltungskraft der kommunalen Strukturen zu verbessern. Für Verbandsgemeinden wurde festgelegt, dass diese mindestens 12.000 Einwohner (Hauptwohnung am 30. Juni 2009) umfassen sollen. Ansonsten sollen sie bis zur Kommunalwahl 2014 mit benachbarten Verbandsgemeinden zusammengelegt werden. Die sogenannte Freiwilligkeitsphase endete am 30. Juni 2012.
Aufgrund der Beschlüsse der beiden Verbandsgemeinderäte und annähernd aller 41 Ortsgemeinderäte schlossen im Juni 2012 die Bürgermeister Michael Kolter (Verbandsgemeinde Wolfstein) und Egbert Jung (Verbandsgemeinde Lauterecken) einen Fusionsvertrag.
Im „Landesgesetz über die freiwillige Bildung der neuen Verbandsgemeinde Lauterecken-Wolfstein“ vom 22. November 2013 wurde festgelegt, dass der Sitz der neuen Verbandsgemeinde die Stadt Lauterecken ist und es in der Stadt Wolfstein eine zweite Verwaltungsstelle geben wird.
Das Land gewährt der neuen Verbandsgemeinde Lauterecken-Wolfstein aus Anlass ihrer freiwilligen Bildung eine einmalige einwohnerbezogene Zuweisung in Höhe von 1.019.700 Euro. Darüber hinaus erhält die Verbandsgemeinde eine Zuweisung in Höhe von 2.000.000 Euro zur Reduzierung ihrer Verbindlichkeiten.
Als Name für die neue Verbandsgemeinde war auch „Pfälzer Bergland“ vorgeschlagen worden.

## Bevölkerungsentwicklung
Die Entwicklung der Einwohnerzahl bezogen auf das heutige Gebiet der Verbandsgemeinde Lauterecken-Wolfstein; die Werte von 1871 bis 1987 beruhen auf Volkszählungen:
| Jahr | Einwohner |
| 1815 | 13.474    |
| 1835 | 17.903    |
| 1871 | 20.428    |
| 1905 | 22.950    |
| 1939 | 21.885    |
| 1950 | 24.008    |

| Jahr | Einwohner |
| 1961 | 23.670    |
| 1970 | 23.386    |
| 1987 | 21.504    |
| 1997 | 22.040    |
| 2005 | 20.753    |
| 2023 | 18.066    |

## Politik

### Verbandsgemeinderat
Der Verbandsgemeinderat Lauterecken-Wolfstein besteht aus 32 ehrenamtlichen Ratsmitgliedern, die bei der Kommunalwahl am 9. Juni 2024 in einer personalisierten Verhältniswahl gewählt wurden, und dem hauptamtlichen Bürgermeister als Vorsitzendem.
Die Sitzverteilung im Verbandsgemeinderat:
| Wahl | SPD | CDU | FDP | Linke | FWG | Gesamt   |
| ---- | --- | --- | --- | ----- | --- | -------- |
| 2024 | 9   | 10  | 3   | –     | 10  | 32 Sitze |
| 2019 | 10  | 9   | 3   | 2     | 8   | 32 Sitze |
| 2014 | 12  | 9   | 2   | 2     | 7   | 32 Sitze |

- FWG = Freie Wählergruppe der Verbandsgemeinde Lauterecken-Wolfstein e. V.

### Bürgermeister
Zum Bürgermeister der neuen Verbandsgemeinde wurde am 8. Juni 2014 Egbert Jung (parteilos) gewählt. Seine achtjährige Amtszeit begann am 1. Juli 2014. Egbert Jung starb am 17. Dezember 2017 im Alter von 60 Jahren.
Andreas Müller (SPD) wurde in einer Stichwahl am 6. Mai 2018 mit einem Stimmenanteil von 52,2 % zum neuen Bürgermeister gewählt, nachdem bei der Direktwahl am 15. April 2018 keiner der ursprünglich drei Bewerber eine ausreichende Mehrheit erreicht hatte.